# Kaliszi statútum

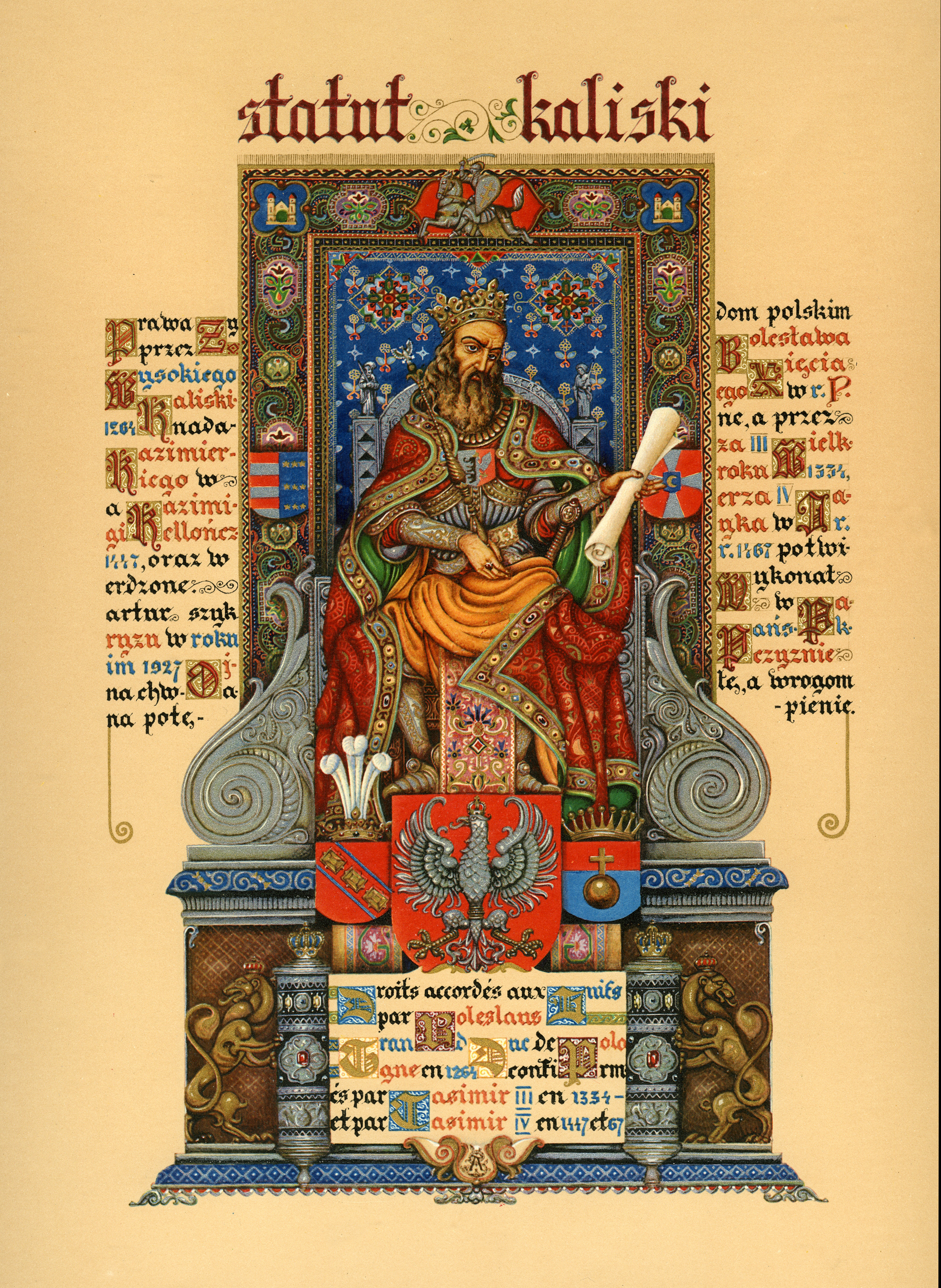
A statútum 1927-es, Arthur Szyk (1894–1951) által illusztrált kiadásának címlapja

A kaliszi statútum (lengyelül Statut kaliski) a zsidókat védő kiváltságlevél, amelyet Jámbor Boleszláv, Nagy-Lengyelország hercege bocsátott ki 1264. augusztus 16-án Kaliszban. Ez a legrégebbi rendelkezés, amelyet a lengyelországi zsidók javára hoztak.
A statútum többek között büntetést helyezett kilátásba a zsidó temetők és zsinagógák megrongálásáért. Szintén büntették azokat, akik a zsidókat vérváddal illették. Szabályozta a zsidók által végzett kereskedelmi tevékenységet, és védte életüket és javaikat.
A kiváltságlevél megteremtette a lengyelországi zsidók jólétének alapjait, és ez a védelem 18. századig fennmaradt.

## Háttere
A dokumentum eredeti példánya nem maradt fenn, létezését és tartalmát a III. (Nagy) Kázmér-féle megerősítésből ismerjük, amelyet az uralkodó  1334. október 9-én Krakkóban bocsátott ki. 1364. július 15-én a statútum hatályát kiterjesztette a zsidókra Lengyelország minden városában, 1367. április 25-én pedig Kis-Lengyelország és Ukrajna zsidóira.
A kiváltságlevél kibocsátásának oka az volt, hogy a zsidók fontos szerepet játszottak a kereskedelemben, hitelügyletekben és az általuk vezetett pénzverdékben. Emellett az uralkodók saját maguk számára akarták biztosítani a zsidóktól származó adóbevételeket is. Ez kiderül abból a V. (Szemérmes) Boleszláv által a koprzywnicai ciszterci kolostor számára 1262-ben kibocsátott okiratból, amely engedélyezte a szerzeteseknek, hogy az általuk alapítandó Koprzywnica és Jasło városokban bárhonnan származó embereket letelepítsenek a zsidók kivételével. Eszerint a zsidók kizárólag a fejedelemnek voltak alárendelve, ezáltal az általuk fizetett adó az uralkodót illette.
A kaliszi statútum feltehetőleg a II. Frigyes német-római császár által 1244-ben kibocsátott kiváltságlevélből származik, de nem közvetlenül, hanem a II. Ottokár cseh király által 1262-ben kiadott kiváltságlevél közvetítésével.
A statútumot 1453-ban IV. Kázmér is megerősítette, és hatályát kiterjesztette egész Lengyelország területére. 1506-ban bekerült a Commune Incliti Poloniae regni privilegium constitutionum et indultuum publicitus decretorum approbatorumque című törvénygyűjteménybe, amelyet Jan Łaski állított össze Sándor lengyel király megbízásából. A statútumot 1539-ben I. (Öreg) Zsigmond is megerősítette.
A kaliszi statútum volt a mintája a Vytautas litván nagyfejedelem által 1388-ban a litvániai zsidók számára Bresztben kiadott statútumnak.

## Tartalma
A statútum 36 cikkelyben szabályozta a zsidók által végzett kereskedelmi és hitelnyújtási tevékenység alapjait, valamint a keresztényekkel való kapcsolataikat. A kamat ellenében történtő pénzkölcsönzés a keresztények számára tilos volt, ellenben a zsidók számára engedélyezett. 
A kereskedelemben és a vámokat illetően a zsidók és a keresztények azonos jogokat élveztek (12. cikkely).
A kiváltságlevél biztosította a zsidók számára a szabad vallásgyakorlatot. A zsidókat az uralkodó védelme alá helyezte (8. cikk), védelem illette őket a keresztényekkel való konfliktusaikban (9–10. cikkely), és csak a saját bíróságuk illetve a herceg előtt voltak perelhetők (30. cikkely). A zsidó temetők meggyalázását vagyonelkobzással (14. cikkely), a zsinagógák megrongálását pénzbírsággal büntették (15. cikkely).
A 31. cikkely szerint szigorú büntetés járt a zsidók elleni vérvádért, amennyiben nem sikerült azt három keresztény és három zsidó tanúvallomásával bizonyítani.

## Hatása
A nyugat-és középeurópai zsidóüldözések mellett a lengyel kiváltságok ösztönzően hatottak a zsidók lengyelországi bevándorlására; ennek során nagy méretű zsidó közösségek alakultak ki (a legrégebbiek Płockban, Kaliszban, Krakkóban, Lwówban, Poznańban és Sandomierzben), és Lengyelország az askenázi zsidóság központjává vált. Az 1510-1572 között élt krakkói rabbi, Móse Isszerlész Remuh szerint: „Jobb száraz kenyéren, de békében élni Lengyelországban.”
A kaliszi statútum megteremtette a lengyelországi zsidó kultúra alapjait, és ez képezte az összes további zsidótörvény alapját egészen II. Szaniszló Ágost uralkodásáig. Az 1791-es májusi alkotmány tartalmára szintén hatással volt a kaliszi statútum.
A kiváltságlevél ellenére 1407-ben Krakkóban vérvád merült fel, amelyet pogrom követett. A Lengyel–Litván Unió idején, 1500 és 1800 között legalább 89 vérvádat jegyeztek fel, amelynek következtében mintegy 2–300 személyt végeztek ki. 1758-ban a lengyelországi zsidó hitközségek XIV. Benedek pápától kértek védelmet a katolikusok által felhozott vérvádak ellen. Lorenzo Ganganelli ferences szerzetes, a későbbi XIV. Kelemen pápa kapta feladatul, hogy kivizsgálja a vádakat, és azt állapította meg, hogy a példaképpen felhozott történelmi és aktuális esetekben a vád megalapozatlan volt. A zsidóüldöző keresztényeket „csőcseléknek” és „hazugoknak” nevezte, és rámutatott az ellentmondásokra a lengyel püspökök érvelésében.
Az évszázadok során a lengyelországi zsidó közösség folyamatosan növekedett, gyorsabban, mint bármely más társadalmi csoport. A második világháború kitörése előtt az országban mintegy 3,3 millió zsidó élt,, amely az összlakosságnak körülbelül 10%-át tette ki.

## A 21. században
2021. november 11-én a Lengyelország szuverenitása visszaszerzésének évfordulóján tartott nacionalista rendezvénysorozat részeként egy szélsőjobboldali aktivista meggyújtott egy nyársra tűzött piros fedelű könyvet, amely a kaliszi statútumot jelképezte.

## Fordítás
- Ez a szócikk részben vagy egészben  a   Statut von Kalisch című német Wikipédia-szócikk ezen változatának fordításán alapul.  Az eredeti cikk szerkesztőit annak laptörténete sorolja fel. Ez a jelzés csupán a megfogalmazás eredetét és a szerzői jogokat jelzi, nem szolgál a cikkben szereplő információk forrásmegjelöléseként.